# Nototriche sulcata
Nototriche sulcata är en malvaväxtart som beskrevs av Antonio Krapovickas. Nototriche sulcata ingår i släktet Nototriche och familjen malvaväxter. Inga underarter finns listade i Catalogue of Life.